# Seradela
Seradela (Ornithopus L.) – rodzaj roślin z rodziny bobowatych. Obejmuje 6 gatunków. Występują one w południowej, zachodniej i środkowej Europie, w południowo-zachodniej Azji, w północno-zachodniej Afryce, z centrum zróżnicowania w basenie Morza Śródziemnego. Jeden gatunek (O. micranthus) rośnie w Ameryce Południowej (w południowej Brazylii, w Urugwaju i w północnej Argentynie). W Polsce rośnie jako gatunek rodzimy seradela drobna O. perpusillus, przejściowo dziczeje seradela spłaszczona O. compressus, a uprawiana jest poza tym seradela pastewna O.  sativus.
Seradela pastewna (rzadziej inne gatunki z rodzaju) uprawiana jest jako ceniona roślina pastewna i na zielony nawóz.

## Systematyka
Pozycja systematyczna
Jeden z rodzajów podrodziny bobowatych właściwych Faboideae w rodzinie bobowatych Fabaceae s.l. W obrębie podrodziny należy do plemienia Loteae.
Wykaz gatunków
- Ornithopus × bardiei Jeanj.
- Ornithopus compressus L. – seradela spłaszczona
- Ornithopus micranthus (Benth.) Arechav.
- Ornithopus perpusillus L. – seradela drobna
- Ornithopus pinnatus (Mill.) Druce
- Ornithopus sativus Brot. – seradela pastewna
- Ornithopus uncinatus Maire & Sam.